# Morti il 21 ottobre
| Questa pagina contiene informazioni ricavate automaticamente dalle voci biografiche con l'ausilio del template Bio e di un bot. L'aggiornamento è periodico e automatico e ricostruisce completamente la pagina. Se manca una persona in questa lista, sei pregato di non aggiungerla, ma accertati piuttosto che la sua voce biografica contenga il template Bio e che i dati anagrafici siano correttamente compilati. Se il template Bio manca, inseriscilo tu stesso o, in alternativa, metti l'avviso {{tmp\|Bio}} che ne segnala la mancanza. Se i dati riportati sono sbagliati, correggi direttamente la voce biografica; le modifiche saranno visibili in questa lista entro pochi giorni. Per chiarimenti vedi il progetto biografie. La lista contiene solo le 489 persone che sono citate nell'enciclopedia e per le quali è stato implementato correttamente il template Bio. Pagina aggiornata al 17 ago 2025. |

## IV secolo(1)
- 309 - Papa Eusebio, papa, vescovo e santo greco antico

## XIII secolo(5)
- 1204 - Robert de Beaumont, IV conte di Leicester, nobile inglese
- 1221 - Alice di Thouars, nobile (n. 1200)
- 1226 - Guglielmo della Torre, vescovo cattolico italiano
- 1266 - Birger Magnusson, politico svedese (n. 1210)
- 1275 - Sancho d'Aragona, arcivescovo cattolico spagnolo (n. 1250)

## XIV secolo(6)
- 1327 - Guido Tarlati, vescovo cattolico italiano
- 1341 - Francesco Silvestri, vescovo cattolico italiano
- 1355 - Blasco II Alagona, nobile, politico e militare spagnolo
- 1355 - Bertrando di Deux, cardinale e arcivescovo cattolico francese
- 1363 - Ugo Roger, vescovo cattolico, cardinale e abate francese (n. 1293)
- 1392 - Pietro Gambacorti, nobile italiano (n. 1319)

## XV secolo(10)
- 1422 - Carlo VI di Francia, sovrano francese (n. 1368)
- 1425 - Ralph Neville, I conte di Westmorland, nobile britannico
- 1427 - Raymond Mairose, cardinale e vescovo cattolico francese
- 1438 - Jacopo della Quercia, scultore italiano
- 1439 - Ambrogio Traversari, presbitero, teologo e umanista italiano (n. 1386)
- 1445 - Pietro Capucci, religioso italiano (n. 1390)
- 1483 - Francesco Gonzaga, cardinale e vescovo cattolico italiano (n. 1444)
- 1487 - Gian Luigi di Savoia, vescovo cattolico (n. 1447)
- 1494 - Gian Galeazzo Maria Sforza, duca italiano (n. 1469)
- 1500 - Go-Tsuchimikado, imperatore giapponese (n. 1442)

## XVI secolo(15)
- 1505 - Paul Scriptoris, religioso e teologo tedesco
- 1528 - Giovanni di Schwarzenberg-Hohenlandsberg, nobile tedesco (n. 1463)
- 1528 - Andrea Torresano, tipografo e editore italiano (n. 1451)
- 1554 - John Dudley, II conte di Warwick, nobile britannico
- 1556 - Pietro Aretino, poeta, scrittore e drammaturgo italiano (n. 1492)
- 1558 - Giulio Cesare Scaligero, umanista, filosofo e medico italiano (n. 1484)
- 1571 - Hōjō Ujiyasu, militare giapponese (n. 1515)
- 1575 - Sforza Sforza di Santa Fiora, nobile e militare italiano (n. 1520)
- 1583 - Laurent Joubert, medico e chirurgo francese (n. 1529)
- 1586 - Takigawa Kazumasu, militare giapponese (n. 1525)
- 1600 - Hiratsuka Tamehiro, militare giapponese
- 1600 - Shima Sakon, militare giapponese (n. 1540)
- 1600 - Shimazu Toyohisa, militare giapponese (n. 1570)
- 1600 - Toda Katsushige, militare giapponese (n. 1557)
- 1600 - Ōtani Yoshitsugu, militare giapponese

## XVII secolo(16)
- 1601 - Hoshina Masanao, militare giapponese (n. 1542)
- 1602 - Edvige di Brandeburgo, nobile tedesco (n. 1540)
- 1616 - Gabriele Severo, vescovo ortodosso e teologo greco (n. 1541)
- 1621 - Rodrigo Calderón, politico e nobile spagnolo (n. 1576)
- 1627 - Frederick de Houtman, esploratore olandese (n. 1571)
- 1633 - Giuliano Nakaura, presbitero giapponese (n. 1568)
- 1637 - Laurens Reael, ammiraglio olandese (n. 1583)
- 1641 - Antonino Amico, religioso e storico italiano (n. 1586)
- 1647 - Francesco Toraldo, militare italiano (n. 1585)
- 1656 - Luigi La Nuza, presbitero e missionario italiano (n. 1591)
- 1661 - Lorenzo Renier, ammiraglio italiano (n. 1604)
- 1662 - Henry Lawes, musicista e compositore inglese (n. 1595)
- 1686 - Melchor Fernández de la Cueva y Enríquez de Cabrera, militare e politico spagnolo (n. 1625)
- 1690 - Isabella Luisa di Braganza, principessa portoghese (n. 1669)
- 1693 - Giulio Berlendis, vescovo cattolico italiano (n. 1616)
- 1695 - Johann Arnold Nering, architetto tedesco (n. 1659)

## XVIII secolo(14)
- 1712 - Johann Philipp von Lamberg, cardinale e vescovo cattolico austriaco (n. 1652)
- 1726 - Gerard Valck, incisore, disegnatore e cartografo olandese (n. 1651)
- 1740 - Benedetto Bresciani, bibliotecario e letterato italiano (n. 1658)
- 1751 - Annibale Albani, cardinale e vescovo cattolico italiano (n. 1682)
- 1755 - Cristiano d'Assia-Wanfried-Rheinfels, nobile tedesco (n. 1689)
- 1765 - Giovanni Paolo Pannini, pittore, architetto e scenografo italiano (n. 1691)
- 1770 - Francesco Labanchi, ammiraglio italiano (n. 1720)
- 1771 - Augusto Giorgio di Baden-Baden, sovrano tedesco (n. 1706)
- 1775 - François-Hubert Drouais, pittore francese (n. 1727)
- 1775 - Maria Wilhelmina von Neipperg, nobildonna tedesca (n. 1738)
- 1775 - Julius Heinrich Schwarze, architetto tedesco
- 1777 - Samuel Foote, attore teatrale, drammaturgo e impresario teatrale britannico (n. 1720)
- 1781 - Vere Beauclerk, I Barone Vere, politico e ammiraglio inglese (n. 1699)
- 1794 - Francis Light, esploratore e ufficiale britannico (n. 1740)

## XIX secolo(45)
- 1803 - Alberto Fortis, letterato, naturalista e geologo italiano (n. 1741)
- 1805 - Dionisio Alcalá Galiano, militare, cartografo e esploratore spagnolo (n. 1760)
- 1805 - Louis Gabriel Deniéport, militare francese (n. 1765)
- 1805 - Horatio Nelson, ammiraglio britannico (n. 1758)
- 1807 - Attilio Zuccagni, botanico italiano (n. 1754)
- 1808 - Nicola Saverio Gamboni, patriarca cattolico italiano (n. 1746)
- 1810 - Franz Teyber, organista e compositore austriaco (n. 1758)
- 1818 - Josef von Hudelist, politico e diplomatico austriaco (n. 1759)
- 1825 - Luigi Serra di Cassano, IV duca di Cassano, nobile e politico italiano (n. 1747)
- 1828 - Giuseppe Capocasale, presbitero e filosofo italiano (n. 1754)
- 1830 - Algernon Percy, I conte di Beverly, nobile e politico inglese (n. 1750)
- 1834 - Edward Smith-Stanley, XII conte di Derby, nobile e politico inglese (n. 1752)
- 1841 - John Forsyth, politico statunitense (n. 1780)
- 1850 - Enrico Caetani, XII duca di Sermoneta, nobile italiano (n. 1780)
- 1850 - Giuseppe Durini, nobile, politico e patriota italiano (n. 1800)
- 1854 - Maria Anna Czartoryska, nobildonna e scrittrice polacca (n. 1768)
- 1854 - Melchiorre Murenu, poeta italiano (n. 1803)
- 1856 - Hendrik Tollens, poeta olandese (n. 1780)
- 1857 - Aleksej Vasil'evič Šeremetev, nobile russo (n. 1800)
- 1860 - Charles Gordon-Lennox, V duca di Richmond, politico e militare inglese (n. 1791)
- 1861 - Edward Dickinson Baker, politico, militare e avvocato statunitense (n. 1811)
- 1861 - Claude Martine Wade, militare e diplomatico britannico (n. 1794)
- 1862 - Benjamin Collins Brodie, chirurgo e fisiologo inglese (n. 1783)
- 1865 - Constant Dutilleux, pittore, incisore e disegnatore francese (n. 1807)
- 1865 - Pável Gorianinov, botanico e naturalista russo (n. 1796)
- 1866 - Francesco Bagnara, scenografo, decoratore e architetto del paesaggio italiano (n. 1784)
- 1866 - Gerardo De Felice, brigante italiano (n. 1828)
- 1867 - George Wilkins Kendall, scrittore e giornalista statunitense (n. 1809)
- 1872 - Jean-Henri Merle d'Aubigné, pastore protestante e storico svizzero (n. 1794)
- 1872 - Antonio Tripoti, funzionario e patriota italiano (n. 1809)
- 1873 - Johan Sebastian Welhaven, poeta norvegese (n. 1807)
- 1878 - Sylvester Horton Rosecrans, vescovo cattolico statunitense (n. 1827)
- 1878 - Friedrich Nerly, pittore tedesco (n. 1807)
- 1881 - Johann Caspar Bluntschli, giurista e politico svizzero (n. 1808)
- 1881 - Eduard Heine, matematico tedesco (n. 1821)
- 1882 - Pedro González de Velasco, medico e antropologo spagnolo (n. 1818)
- 1885 - Moritz Karl Ernst von Prittwitz, generale prussiano (n. 1795)
- 1886 - José Hernández, scrittore, giornalista e poeta argentino (n. 1834)
- 1887 - Giulio Carlini, pittore e fotografo italiano (n. 1826)
- 1887 - Jean-Bernard Jauréguiberry, militare e politico francese (n. 1815)
- 1888 - János Kriesch, zoologo, agronomo e biologo ungherese (n. 1834)
- 1889 - John Ball, politico, naturalista e alpinista irlandese (n. 1818)
- 1889 - Nikolaj Vasil'evič Uspenskij, scrittore russo (n. 1837)
- 1892 - Anne Charlotte Leffler, drammaturga e attivista svedese (n. 1849)
- 1893 - Julián del Casal, poeta cubano (n. 1863)

## XX secolo(238)
- 1902 - Francesco Alimena, avvocato e politico italiano (n. 1836)
- 1903 - Ulrich Köhler, storico e epigrafista tedesco (n. 1838)
- 1904 - Isabelle Eberhardt, esploratrice e scrittrice svizzera (n. 1877)
- 1904 - Gaetano Camillo Guindani, vescovo cattolico italiano (n. 1834)
- 1904 - Jevhenija Jarošyns'ka, scrittrice, pedagogista e etnografa ucraina (n. 1868)
- 1904 - Achille La Guardia, direttore di banda, compositore e militare italiano (n. 1849)
- 1905 - Hermann Usener, filologo classico tedesco (n. 1834)
- 1907 - George Frederick Bodley, architetto britannico (n. 1827)
- 1907 - Jules Chevalier, presbitero francese (n. 1824)
- 1908 - Tancredi Milone, attore e commediografo italiano
- 1908 - Raffaele Nannarone, imprenditore e politico italiano (n. 1829)
- 1908 - Charles Eliot Norton, critico letterario, critico d'arte e insegnante statunitense (n. 1827)
- 1911 - Carlo Prinetti, politico e ingegnere italiano (n. 1820)
- 1912 - Robert Barr, romanziere britannico (n. 1849)
- 1912 - Edward Clarke, pastore protestante britannico (n. 1820)
- 1913 - Samuel J. Crawford, politico statunitense (n. 1835)
- 1913 - Elias Schrenk, teologo tedesco (n. 1831)
- 1913 - Scipio Sighele, psicologo, sociologo e criminologo italiano (n. 1868)
- 1913 - Oswald von Thun und Hohenstein, politico austriaco (n. 1849)
- 1914 - Adam Massinger, astronomo tedesco (n. 1888)
- 1914 - Árpád Pédery, ginnasta ungherese (n. 1891)
- 1914 - Arthur Warncke, canottiere tedesco (n. 1880)
- 1915 - Silvio Appiani, militare, allenatore di calcio e calciatore italiano (n. 1894)
- 1915 - Lauro Bosio, militare, calciatore e arbitro di calcio italiano (n. 1885)
- 1915 - Guido Della Valle, calciatore italiano (n. 1894)
- 1915 - Vincenzo Geraci, militare italiano (n. 1891)
- 1915 - Giovanni Guccione, militare italiano (n. 1891)
- 1915 - Carlo Mazzaresi, militare italiano (n. 1893)
- 1915 - Edmondo Mazzuoli, militare italiano (n. 1889)
- 1915 - Sinibaldo Vellei, militare italiano (n. 1891)
- 1916 - Trifko Grabež, rivoluzionario serbo (n. 1895)
- 1916 - Olindo Guerrini, poeta, scrittore e gastronomo italiano (n. 1845)
- 1916 - Giuseppe Raggio, pittore italiano (n. 1823)
- 1916 - Karl von Stürgkh, politico austriaco (n. 1859)
- 1918 - Carlo Bontemps, militare e patriota italiano (n. 1843)
- 1919 - Michail Jakovlevič Suslin, matematico russo (n. 1894)
- 1923 - Giuseppe Girardini, politico e avvocato italiano (n. 1856)
- 1923 - Zhou Ziqi, politico e educatore cinese (n. 1869)
- 1924 - Nunzio Aula, imprenditore e politico italiano (n. 1842)
- 1924 - Viktor Kovačić, architetto croato (n. 1874)
- 1924 - Martin-Pierre Marsick, violinista e docente belga (n. 1847)
- 1924 - Jules Tyck, militare e aviatore belga (n. 1889)
- 1929 - Vasil Radoslavov, politico bulgaro (n. 1854)
- 1930 - Lucien Baudrier, velista francese (n. 1861)
- 1930 - Włodzimierz Perzyński, scrittore e drammaturgo polacco (n. 1877)
- 1930 - Adelaide Sardi, religiosa e scrittrice italiana (n. 1879)
- 1931 - Barbecue Bob, cantante e chitarrista statunitense (n. 1902)
- 1931 - Constantin von Economo, neuroscienziato austriaco (n. 1876)
- 1931 - Arthur Schnitzler, medico, scrittore e drammaturgo austriaco (n. 1862)
- 1931 - Silvio Spaventa Filippi, giornalista, traduttore e romanziere italiano (n. 1871)
- 1931 - John Whitridge Williams, medico statunitense (n. 1866)
- 1932 - Geoffrey Feilding, generale inglese (n. 1866)
- 1932 - Giulio Cesare Ferrari, psichiatra e psicologo italiano (n. 1867)
- 1932 - Jan Mařák, violinista e insegnante cecoslovacco (n. 1870)
- 1932 - Johannes Palaschko, compositore, violinista e violista tedesco (n. 1877)
- 1932 - Maud Hamilton, nobile britannica (n. 1850)
- 1932 - Silvio Poma, pittore italiano (n. 1840)
- 1932 - Olga di Württemberg, duchessa tedesca (n. 1876)
- 1933 - Sarre Guarnieri, architetto italiano (n. 1904)
- 1933 - Bernardino Varisco, filosofo, matematico e politico italiano (n. 1850)
- 1934 - Gaetano Cesari, musicologo, critico musicale e bibliotecario italiano (n. 1870)
- 1934 - Luigi Scabia, medico e psichiatra italiano (n. 1868)
- 1934 - Robin Welsh, giocatore di curling britannico (n. 1869)
- 1935 - Xavier Léon, filosofo e storico della filosofia francese (n. 1868)
- 1935 - Ángel Rodríguez de Prada, religioso, matematico e astronomo spagnolo (n. 1859)
- 1936 - Ludwig Eid, storico tedesco (n. 1865)
- 1936 - William Lakin Turner, pittore britannico (n. 1867)
- 1937 - Aleksej Pavlovič Čapygin, scrittore russo (n. 1870)
- 1937 - Lucy Diggs Slowe, educatrice, tennista e attivista statunitense (n. 1883)
- 1938 - Mrs. William Bechtel, attrice statunitense (n. 1861)
- 1938 - Dorothy Hale, attrice statunitense (n. 1905)
- 1939 - Giuseppe Morando, calciatore italiano (n. 1894)
- 1940 - Costantino Borsini, militare italiano (n. 1906)
- 1940 - Vincenzo Ciaravolo, militare italiano (n. 1919)
- 1941 - Nada Naumović, scrittrice e poetessa serba (n. 1922)
- 1942 - Ezio Bevilacqua, aviatore e militare italiano (n. 1917)
- 1942 - Charles Dorian, regista e attore statunitense (n. 1891)
- 1942 - William Fitzgerald, chirurgo statunitense (n. 1872)
- 1942 - John Joachim, canottiere statunitense (n. 1874)
- 1942 - Toshio Ōta, aviatore giapponese (n. 1919)
- 1943 - Dudley Pound, ammiraglio britannico (n. 1877)
- 1944 - Renato Assante, militare italiano (n. 1921)
- 1944 - Domenico Durante, pittore e calciatore italiano (n. 1879)
- 1944 - Ottavio Ferraretto, antifascista italiano (n. 1906)
- 1944 - Julius Schäffer, micologo tedesco (n. 1882)
- 1944 - Hilma af Klint, pittrice svedese (n. 1862)
- 1945 - Henry Armetta, attore italiano (n. 1888)
- 1946 - Guido Biscaretti di Ruffia, militare e politico italiano (n. 1867)
- 1948 - Aurelio Bossi, scultore italiano (n. 1884)
- 1948 - Elissa Landi, attrice e scrittrice austriaca (n. 1904)
- 1949 - Laura di Santa Caterina da Siena, religiosa e missionaria colombiana (n. 1874)
- 1950 - Pablo Chávez Aguilar, compositore e presbitero peruviano (n. 1899)
- 1950 - Felice Ferrari Pallavicino, prefetto e politico italiano (n. 1878)
- 1952 - Auguste Gaspais, vescovo cattolico e missionario francese (n. 1884)
- 1953 - Johan Andresen, politico norvegese (n. 1888)
- 1953 - Achille Porta, generale italiano (n. 1868)
- 1953 - Sardi, compositore e musicista indonesiano (n. 1910)
- 1953 - Domenico Tinozzi, politico italiano (n. 1858)
- 1954 - Domenico Jorio, cardinale italiano (n. 1867)
- 1954 - Guido Scelsi, ammiraglio e aviatore italiano (n. 1874)
- 1955 - Luigi Andreoli, calciatore italiano (n. 1893)
- 1955 - Guido Gonzato, pittore italiano (n. 1896)
- 1956 - Ángel Castro y Argiz, militare spagnolo (n. 1875)
- 1956 - John Garrels, ostacolista, pesista e discobolo statunitense (n. 1885)
- 1956 - Joseph Laurent Philippe, vescovo cattolico lussemburghese (n. 1877)
- 1957 - Luigi Borsoi, cestista italiano (n. 1930)
- 1957 - Michalīs Dōrizas, giavellottista, discobolo e pesista greco (n. 1886)
- 1958 - Robert Lindsay, velocista britannico (n. 1890)
- 1959 - Olive Blakeney, attrice statunitense (n. 1894)
- 1959 - Héctor Licudi, scrittore e giornalista britannico
- 1960 - Ma Hongbin, politico e generale cinese (n. 1884)
- 1960 - José María Yermo, calciatore, pistard e lunghista spagnolo (n. 1903)
- 1961 - Nils Ferlin, poeta svedese (n. 1898)
- 1961 - Bill Jesko, cestista e allenatore di pallacanestro statunitense (n. 1915)
- 1961 - Karl Korsch, filosofo e politico tedesco (n. 1886)
- 1961 - Gilberto de Almeida Rêgo, arbitro di calcio brasiliano (n. 1881)
- 1962 - Karl Elmendorff, direttore d'orchestra tedesco (n. 1891)
- 1962 - Edoardo Facchini, vescovo cattolico italiano (n. 1886)
- 1962 - Ettore Messana, agente di polizia e questore italiano (n. 1884)
- 1963 - Kurt Wolff, editore, scrittore e giornalista tedesco (n. 1887)
- 1964 - Giovanni Carlo Anselmetti, imprenditore e politico italiano (n. 1904)
- 1964 - Teresa Billington-Greig, attivista britannica (n. 1877)
- 1964 - Alessandro Casagrande, compositore italiano (n. 1922)
- 1964 - Margaret Gibson, attrice statunitense (n. 1894)
- 1964 - Lino Liviabella, compositore e pianista italiano (n. 1902)
- 1964 - Luigi Sibille, generale italiano (n. 1884)
- 1965 - Bill Black, musicista statunitense (n. 1926)
- 1965 - Marcel Delépine, chimico e farmacologo francese (n. 1871)
- 1965 - Marie McDonald, attrice e cantante statunitense (n. 1923)
- 1965 - Eetje Sol, calciatore olandese (n. 1881)
- 1965 - Joaquin Vázquez, calciatore spagnolo (n. 1897)
- 1966 - Otto von Knobelsdorff, generale tedesco (n. 1886)
- 1967 - Ejnar Hertzsprung, astronomo e chimico danese (n. 1873)
- 1967 - Bayes Norton, velocista statunitense (n. 1903)
- 1969 - Jack Kerouac, scrittore, poeta e pittore statunitense (n. 1922)
- 1969 - Wacław Sierpiński, matematico polacco (n. 1882)
- 1970 - Abul Djabar, serial killer afghano
- 1970 - Ernest Haller, direttore della fotografia statunitense (n. 1896)
- 1970 - Ignazio Lucibello, pittore italiano (n. 1904)
- 1970 - Joachim Rademacher, pallanuotista tedesco (n. 1906)
- 1970 - John Scopes, insegnante statunitense (n. 1900)
- 1971 - Samuel G.F. Brandon, biblista e presbitero britannico (n. 1907)
- 1971 - Josif Cankov, musicista, cestista e allenatore di pallacanestro bulgaro (n. 1911)
- 1971 - Étienne Gailly, maratoneta belga (n. 1922)
- 1971 - Raymond Hatton, attore statunitense (n. 1887)
- 1971 - Naoya Shiga, scrittore giapponese (n. 1883)
- 1972 - Jim Duncan, giocatore di football americano statunitense (n. 1946)
- 1973 - Andrej L'vovič Abrikosov, attore sovietico (n. 1906)
- 1973 - Conrad Carlsrud, ginnasta norvegese (n. 1884)
- 1973 - Aldo Cevenini, calciatore italiano (n. 1889)
- 1973 - Alberto Consiglio, giornalista, politico e sceneggiatore italiano (n. 1902)
- 1973 - Fritz Deike, calciatore tedesco (n. 1913)
- 1973 - Nasif Estéfano, pilota automobilistico argentino (n. 1932)
- 1973 - Jules Matton, ciclista su strada belga (n. 1897)
- 1973 - Dick Murphy, cestista statunitense (n. 1921)
- 1973 - Henry Stallard, mezzofondista britannico (n. 1901)
- 1974 - Donald Goines, scrittore statunitense (n. 1936)
- 1974 - Ilario Margarita, operaio e anarchico italiano (n. 1887)
- 1974 - Federico Sal y Rosas, psichiatra peruviano (n. 1900)
- 1975 - James Wilfred Cook, chimico inglese (n. 1900)
- 1975 - Gunnar Holmberg, calciatore svedese (n. 1897)
- 1975 - Charles Reidpath, velocista statunitense (n. 1889)
- 1977 - Norman Gilroy, cardinale e arcivescovo cattolico australiano (n. 1896)
- 1977 - Silvano Schiavon, ciclista su strada italiano (n. 1942)
- 1978 - Elio Ferrazzi, calciatore italiano (n. 1932)
- 1978 - Toivo Hyytiäinen, giavellottista finlandese (n. 1925)
- 1978 - Anastas Ivanovič Mikojan, politico sovietico (n. 1895)
- 1979 - Juan Aguilera, calciatore cileno (n. 1903)
- 1979 - Eduardo González Valiño, calciatore spagnolo (n. 1911)
- 1979 - Beatrice Hicks, ingegnere statunitense (n. 1919)
- 1979 - Jock Thomson, calciatore e allenatore di calcio scozzese (n. 1906)
- 1980 - Hans Asperger, pediatra austriaco (n. 1906)
- 1980 - Vălko Červenkov, politico bulgaro (n. 1900)
- 1980 - Antonio D'Angelo, calciatore italiano (n. 1953)
- 1981 - Armin Meili, architetto e politico svizzero (n. 1892)
- 1981 - Pierre Michel, magistrato francese (n. 1943)
- 1981 - Wilfried Puis, calciatore belga (n. 1943)
- 1981 - Francesco Straullu, poliziotto italiano (n. 1955)
- 1982 - Jozef Kollár, pittore slovacco (n. 1899)
- 1982 - Ugo Facco De Lagarda, scrittore e partigiano italiano (n. 1896)
- 1982 - Sylvia Lance Harper, tennista australiana (n. 1895)
- 1982 - Radka Toneff, cantautrice e compositrice norvegese (n. 1952)
- 1982 - Stan Zadel, cestista statunitense (n. 1916)
- 1983 - Tat'jana Gureckaja, attrice sovietica (n. 1904)
- 1983 - Fridtjof Resberg, calciatore norvegese (n. 1895)
- 1984 - Leonardo Cortese, attore, regista e critico teatrale italiano (n. 1916)
- 1984 - Maurice Henry, poeta e pittore francese (n. 1907)
- 1984 - Lee See-dong, calciatore sudcoreano (n. 1921)
- 1984 - François Truffaut, regista, sceneggiatore e produttore cinematografico francese (n. 1932)
- 1985 - Jens Lambæk, ginnasta danese (n. 1899)
- 1985 - Gastone Nencioni, politico italiano (n. 1910)
- 1985 - Diane Thomas, sceneggiatrice statunitense (n. 1946)
- 1985 - Thomas Townsend, fisico statunitense (n. 1905)
- 1985 - Dan White, politico e criminale statunitense (n. 1946)
- 1986 - Theodor Busse, generale tedesco (n. 1897)
- 1986 - Stanis Dessy, pittore, incisore e scultore italiano (n. 1900)
- 1986 - Augusta Holtz, supercentenaria tedesca (n. 1871)
- 1986 - Nicola Mosso, architetto italiano (n. 1899)
- 1986 - Vittorio Tracuzzi, cestista e allenatore di pallacanestro italiano (n. 1923)
- 1987 - Pál Gábor, regista ungherese (n. 1932)
- 1987 - He Yingqin, generale e politico cinese (n. 1890)
- 1987 - Salme Rootare, scacchista estone (n. 1913)
- 1989 - Werner Baßler, calciatore tedesco (n. 1921)
- 1989 - Vittorio Cascetta, politico italiano (n. 1928)
- 1989 - Jean Image, regista e animatore ungherese (n. 1910)
- 1989 - Cencio Mantovani, ciclista su strada e pistard italiano (n. 1941)
- 1989 - Luigi Valsecchi, allenatore di calcio e calciatore italiano (n. 1921)
- 1990 - Lester Cowan, produttore cinematografico statunitense (n. 1906)
- 1990 - Jo-Ann Kelly, cantante e chitarrista inglese (n. 1944)
- 1990 - Oreste Roccasecca, calciatore italiano (n. 1926)
- 1990 - Prabhat Ranjan Sarkar, filosofo indiano (n. 1921)
- 1991 - Francesco Bonino, ciclista su strada italiano (n. 1908)
- 1992 - Jim Garrison, avvocato statunitense (n. 1921)
- 1992 - Bob Todd, attore, comico e personaggio televisivo britannico (n. 1922)
- 1992 - Julio Uriarte, calciatore spagnolo (n. 1914)
- 1993 - James Leo Herlihy, scrittore e drammaturgo statunitense (n. 1927)
- 1993 - Melchior Ndadaye, politico burundese (n. 1953)
- 1993 - Irv Torgoff, cestista statunitense (n. 1917)
- 1994 - Kajetán Matoušek, vescovo cattolico ceco (n. 1910)
- 1995 - Jesús Blasco, fumettista spagnolo (n. 1919)
- 1995 - Hans Helfritz, compositore, musicologo e scrittore tedesco (n. 1902)
- 1995 - Shannon Hoon, cantautore e musicista statunitense (n. 1967)
- 1995 - Anatolij Šeljuchin, fondista sovietico (n. 1930)
- 1996 - Geōrgios Zōitakīs, generale e politico greco (n. 1910)
- 1997 - Giovanni Elkan, politico italiano (n. 1910)
- 1997 - Aale Tynni, poetessa e traduttrice finlandese (n. 1913)
- 1997 - Iōannīs Zigdīs, politico greco (n. 1913)
- 1998 - Hendrik Joan Drossaart Lulofs, filologo classico e storico della filosofia olandese (n. 1906)
- 1998 - John Hazen, cestista statunitense (n. 1927)
- 1999 - John Bromwich, tennista australiano (n. 1918)
- 1999 - Horst Krüger, scrittore tedesco (n. 1919)
- 1999 - Wayne Oates, psicologo statunitense (n. 1917)
- 1999 - Gennadij Vasil'ev, regista sovietico (n. 1940)
- 2000 - Gunnar Andresen, calciatore norvegese (n. 1923)
- 2000 - Virgilio Lazzeroni, psicologo italiano (n. 1915)
- 2000 - Alfonso Maria Liquori, chimico italiano (n. 1926)
- 2000 - Colin Morris, allenatore di calcio inglese (n. 1952)
- 2000 - Dirk Jan Struik, matematico olandese (n. 1894)

## XXI secolo(138)
- 2001 - Franco Del Pace, politico e partigiano italiano (n. 1922)
- 2001 - George Feyer, pianista ungherese (n. 1908)
- 2001 - David Lowell Rich, regista statunitense (n. 1920)
- 2001 - Otello Sarzi, burattinaio e antifascista italiano (n. 1922)
- 2002 - Aldo Canazza, ciclista su strada e pistard italiano (n. 1908)
- 2002 - Jesse Leonard Greenstein, astronomo statunitense (n. 1909)
- 2002 - George Hall, attore statunitense (n. 1916)
- 2002 - Kaisa Parviainen, giavellottista e lunghista finlandese (n. 1914)
- 2002 - Pasieguito, allenatore di calcio e calciatore spagnolo (n. 1925)
- 2002 - Raffaele Rotiroti, politico italiano (n. 1935)
- 2002 - Atifet Sunay, turca (n. 1903)
- 2003 - Pietro Bettoli, calciatore italiano (n. 1925)
- 2003 - Tomáš Pospíchal, calciatore e allenatore di calcio cecoslovacco (n. 1936)
- 2003 - Elliott Smith, cantautore e musicista statunitense (n. 1969)
- 2004 - Jean Dondelinger, funzionario, diplomatico e politico lussemburghese (n. 1931)
- 2004 - Plutão de Macedo, cestista e allenatore di pallacanestro brasiliano (n. 1920)
- 2004 - Adnan al-Ghul, ingegnere militare palestinese (n. 1962)
- 2005 - Carla Castellani, soprano italiano (n. 1906)
- 2005 - Forbes Gentleman, pallanuotista britannico (n. 1923)
- 2005 - Lou Rossini, allenatore di pallacanestro statunitense (n. 1921)
- 2006 - Daryl Duke, regista, produttore televisivo e montatore canadese (n. 1929)
- 2006 - Sira Escudero, cestista paraguaiana (n. 1932)
- 2006 - Milton Selzer, attore statunitense (n. 1918)
- 2006 - Sandy West, batterista e cantautrice statunitense (n. 1959)
- 2007 - François Chamoux, grecista e archeologo francese (n. 1915)
- 2007 - Argeo Gambelli Fenili, politico e sindacalista italiano (n. 1922)
- 2007 - Ronald Brooks Kitaj, pittore statunitense (n. 1932)
- 2007 - Maurizio Martolini, arbitro di pallacanestro e dirigente sportivo italiano (n. 1942)
- 2007 - Michele Protano, politico italiano (n. 1927)
- 2007 - Ileana Sonnabend, gallerista e mercante d'arte rumena (n. 1914)
- 2008 - Alex Close, ciclista su strada e ciclocrossista belga (n. 1921)
- 2008 - Mario Nuzzolese, giornalista e critico cinematografico italiano (n. 1915)
- 2008 - Adele Palmer, costumista statunitense (n. 1915)
- 2008 - Édouard Stako, calciatore francese (n. 1934)
- 2009 - Andrej Balašov, velista russo (n. 1946)
- 2009 - Salvatore Bellafiore, politico italiano (n. 1923)
- 2009 - Heinz Czechowski, poeta e drammaturgo tedesco (n. 1935)
- 2009 - Lionel Davidson, scrittore britannico (n. 1922)
- 2009 - Gennadij Garbuzov, pugile sovietico (n. 1930)
- 2009 - Francesco Malfatti, politico italiano (n. 1921)
- 2009 - Renzo Rosso, scrittore, drammaturgo e sceneggiatore italiano (n. 1926)
- 2009 - Giuliano Vassalli, partigiano, giurista e politico italiano (n. 1915)
- 2010 - Uccio Aloisi, cantante e musicista italiano (n. 1928)
- 2010 - Michele D'Ambrosio, politico italiano (n. 1944)
- 2010 - Loki Schmidt, ambientalista tedesca (n. 1919)
- 2011 - Yann Fouéré, politico e attivista francese (n. 1910)
- 2011 - Ettore Milano, ciclista su strada e dirigente sportivo italiano (n. 1925)
- 2011 - Edmundo Ros, cantante, arrangiatore e direttore d'orchestra trinidadiano (n. 1910)
- 2011 - Damiano Russo, attore italiano (n. 1983)
- 2011 - Udo Toniato, pittore italiano (n. 1930)
- 2011 - Sultan bin 'Abd al-'Aziz Al Sa'ud, principe e politico saudita (n. 1928)
- 2012 - Yash Chopra, regista e produttore cinematografico indiano (n. 1932)
- 2012 - J. Duncan M. Derrett, insegnante e giurista britannico (n. 1922)
- 2012 - George McGovern, politico e storico statunitense (n. 1922)
- 2012 - Djuro Šorgić, calciatore jugoslavo (n. 1948)
- 2013 - Luciano Migliavacca, presbitero, direttore di coro e compositore italiano (n. 1919)
- 2013 - Major Owens, politico statunitense (n. 1936)
- 2013 - Bohdan Przywarski, cestista polacco (n. 1932)
- 2014 - James Guy Barrett, calciatore inglese (n. 1930)
- 2014 - Ben Bradlee, giornalista e saggista statunitense (n. 1921)
- 2014 - Lilli Carati, attrice italiana (n. 1956)
- 2014 - Gianluca Cerrina Feroni, politico e sindacalista italiano (n. 1939)
- 2014 - Johnny Lee Clary, politico, wrestler e predicatore statunitense (n. 1959)
- 2014 - Laurențiu Dumănoiu, pallavolista rumeno (n. 1951)
- 2014 - Giovanni Gagino, pittore italiano (n. 1924)
- 2014 - Friedrich Wilhelm Gerber, pastore protestante tedesco (n. 1932)
- 2014 - Wilf Gibson, violinista britannico (n. 1945)
- 2014 - Mohammad-Reza Mahdavi Kani, politico e scrittore iraniano (n. 1931)
- 2014 - Rudolf Schmid, slittinista austriaco (n. 1951)
- 2014 - Gough Whitlam, politico australiano (n. 1916)
- 2015 - Piercarlo Beroldi, tiratore a segno italiano (n. 1928)
- 2015 - Maria Grazia Capulli, giornalista e conduttrice televisiva italiana (n. 1960)
- 2015 - Jim Jodat, giocatore di football americano statunitense (n. 1954)
- 2016 - Richard Cavendish, storico e scrittore britannico (n. 1930)
- 2016 - Jon Cincebox, cestista statunitense (n. 1936)
- 2016 - Constantin Frățilă, calciatore rumeno (n. 1942)
- 2016 - Sergio Guzmán, ostacolista e velocista cileno (n. 1924)
- 2016 - Manfred Krug, attore e cantante tedesco (n. 1937)
- 2016 - Paolo Micolini, politico italiano (n. 1938)
- 2016 - David Pope, cestista statunitense (n. 1962)
- 2016 - Jerry Rullo, cestista statunitense (n. 1923)
- 2016 - Lutz D. Schmadel, astronomo tedesco (n. 1942)
- 2017 - Donald Bain, scrittore statunitense (n. 1935)
- 2017 - Emilio D'Amore, politico italiano (n. 1915)
- 2017 - Ugo Fangareggi, attore italiano (n. 1938)
- 2017 - Robert Getchell, sceneggiatore statunitense (n. 1936)
- 2017 - Rosemary Leach, attrice britannica (n. 1935)
- 2017 - Valter Maraschini, scrittore italiano (n. 1949)
- 2017 - Odilio Moro, calciatore e allenatore di calcio italiano (n. 1954)
- 2017 - Max Pfister, linguista e filologo svizzero (n. 1932)
- 2017 - Gilbert Stork, chimico belga (n. 1921)
- 2017 - Louis Viannet, sindacalista francese (n. 1933)
- 2018 - Earl Bakken, ingegnere e imprenditore statunitense (n. 1924)
- 2018 - Ilie Balaci, allenatore di calcio e calciatore rumeno (n. 1956)
- 2018 - Robert Faurisson, saggista e pubblicista francese (n. 1929)
- 2018 - Dee Hartford, attrice statunitense (n. 1928)
- 2018 - Benedetto Vincenzo Nicotra, politico, giurista e magistrato italiano (n. 1933)
- 2018 - Ovilio Pratesi, calciatore italiano (n. 1928)
- 2018 - Joachim Rønneberg, militare e partigiano norvegese (n. 1919)
- 2019 - Willie Brown, giocatore di football americano e allenatore di football americano statunitense (n. 1940)
- 2019 - Josip Elic, attore statunitense (n. 1921)
- 2019 - Gustav Gerneth, supercentenario tedesco (n. 1905)
- 2019 - Ingo Maurer, designer e imprenditore tedesco (n. 1932)
- 2019 - Nissim Karelitz, rabbino israeliano (n. 1926)
- 2019 - Brian Michael Noble, vescovo cattolico britannico (n. 1936)
- 2020 - Jesse Arnelle, cestista statunitense (n. 1933)
- 2020 - Gordon Astall, calciatore inglese (n. 1927)
- 2020 - Marge Champion, ballerina, coreografa e attrice statunitense (n. 1919)
- 2020 - Dario Crapanzano, scrittore e pubblicitario italiano (n. 1939)
- 2020 - Mario Henderson, giocatore di football americano statunitense (n. 1984)
- 2020 - Frank Horvat, fotografo italiano (n. 1928)
- 2020 - Paul Leduc, regista, sceneggiatore e produttore cinematografico messicano (n. 1942)
- 2020 - Peter F. Secchia, politico, imprenditore e diplomatico statunitense (n. 1937)
- 2020 - Viola Smith, batterista statunitense (n. 1912)
- 2021 - Einár, rapper svedese (n. 2002)
- 2021 - Bernard Haitink, direttore d'orchestra olandese (n. 1929)
- 2021 - Aranit Çela, partigiano, avvocato e giudice albanese
- 2022 - May Blood, politica britannica (n. 1938)
- 2022 - Masato Kudō, calciatore giapponese (n. 1990)
- 2022 - Jacqueline LaVine, nuotatrice statunitense (n. 1929)
- 2022 - Luv Resval, rapper e cantante francese (n. 1997)
- 2022 - Rainer Schaller, imprenditore tedesco (n. 1969)
- 2022 - Silvana Suárez, modella argentina (n. 1958)
- 2023 - Reino Börjesson, calciatore svedese (n. 1929)
- 2023 - Bobby Charlton, calciatore, allenatore di calcio e dirigente sportivo inglese (n. 1937)
- 2023 - Joan Evans, attrice statunitense (n. 1934)
- 2023 - Bill Hayden, politico australiano (n. 1933)
- 2023 - Sergio Staino, giornalista, fumettista e vignettista italiano (n. 1940)
- 2023 - Marzia Ubaldi, attrice e doppiatrice italiana (n. 1938)
- 2023 - Natalie Zemon Davis, storica statunitense (n. 1928)
- 2024 - Christine Boisson, attrice francese (n. 1956)
- 2024 - Paul Di'Anno, cantante britannico (n. 1958)
- 2024 - Karel Dobbelaere, sociologo belga (n. 1933)
- 2024 - Massimiliano Frezzato, fumettista italiano (n. 1967)
- 2024 - Mimi Hines, attrice, cantante e cabarettista canadese (n. 1933)
- 2024 - Vittorio Mangili, giornalista italiano (n. 1922)
- 2024 - Lidia Pera, annunciatrice televisiva e scultrice italiana (n. 1939)
- 2024 - Dick Pope, direttore della fotografia britannico (n. 1947)

## Senza anno specificato(1)
- Sant'Orsola, santa